# Fayer László
Fayer László (Kecskemét, 1842. június 2. – Budapest, 1906. november 9.) büntetőjogász, jogtudós, egyetemi tanár, gyorsíró, a Magyar Tudományos Akadémia tagja (l. 1894).

## Élete
Apja Feuer Éliás zsidó kereskedő volt, édesanyja Schwarz Regina. Gimnáziumi éveit nagyrészt Kecskeméten töltötte. Egyetemi diplomáját a pesti tudományegyetem jogi karán szerezte 1870-ben. Fiatalkorában baleset érte, felépülése alatt gyorsírást tanult. Az egyetem elvégzése alatt gyorsíróként dolgozott. Miután végzett, az Országgyűlés gyorsíró irodájának tagja majd elsőrendű gyorsírója lett. A budapesti Magyar Gyorsíró-Egylet egyik alapító tagja és a Gyorsírási Évkönyv és Gyorsírászati Lapok szerkesztője volt. Sokat tett a gyorsírás fejlesztése érdekében.
1873-tól egyetemi magántanár, majd tanár, 1901-ben pedig a büntetőjog tudományának nyilvános rendes tanára lett. Büntetőjogot és bűnvádi eljárást oktatott. A gyakorlatias jogtudományi oktatás egyik hazai úttörője. Magántanárként szorgalmazta a szemináriumok létrehozását és alkalmazását, amiért rendkívüli tanári címet kapott. 1874-ben ügyvédi vizsgát tett, majd gyakorlatot folytatott és az ügyvédi kamara könyvtárosa lett.
1906-ban Budapesten hunyt el, a rákoskeresztúri izraelita temetőben helyezték örök nyugalomra. Sírját a Nemzeti Emlékhely és Kegyeleti Bizottság védetté nyilvánította.

## Munkássága

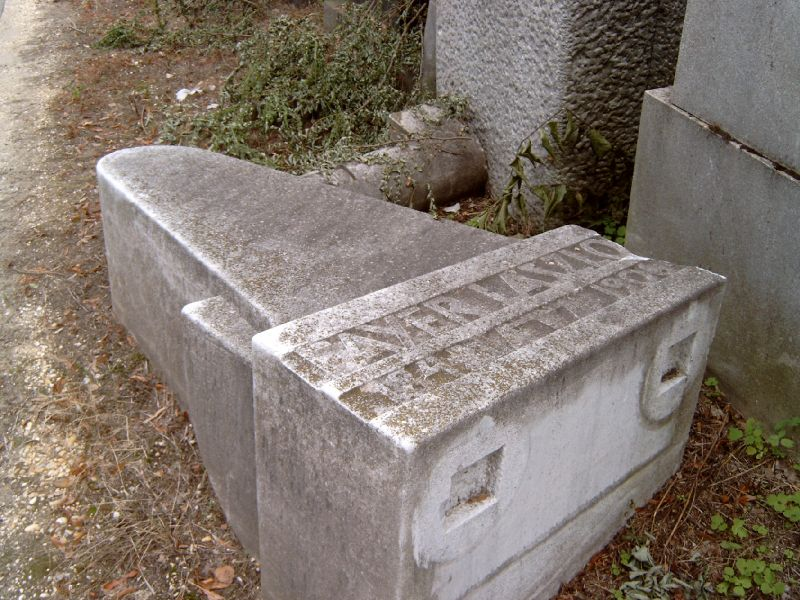
Fayer László sírköve a budapesti Kozma utcai izraelita temetőben (5-1-7).

A Magyar Jogászegylet egyik alapító tagja, titkára, 1903-tól alelnöke volt. A Magyar Themis című jogi szaklap szerkesztője volt 1876-1880-ig. 1890-1906 között a Jogtudományi Közlöny főmunkatársa és később szerkesztője volt. A Pallas Nagy Lexikonának is munkatársa volt. Összegyűjtötte, bevezetéssel és magyarázattal látta el az 1843. évi büntetőjogi kodifikáció anyaggyűjteményét. Az általa összeállított büntetőjogi monográfiák, egyetemi tankönyvek a magyar jogi irodalom alapművei.
Fő kutatási területei a büntetőjog, bűnvádi perrendtartás és a bűnvádi eljárásjog. Anyagi büntetőjogászként a klasszikus büntetőjogi iskolához, büntető eljárási jogászként a liberális iskolához tartozott. Jelentős tevékenységet fejtett ki a magyarországi bírói szervezet és a bűnvádi eljárás megreformálása terén. Írásaiban többször és határozottan fellépett a kínvallatás és a halálbüntetés ellen.
A Társadalomtudományi Társaság választmányi tagja, és 1894-től a Magyar Tudományos Akadémia tagja lett. 

## Művei
- Bűnvádi eljárásunk reformjához. Budapest: Franklin, 1884. 151 p.
- Bűnvádi eljárás a törvényszékek előtt. Szokásjogi forrásokból. Budapest: Franklin, 1885. 455 p.
- A magyar bűnvádi eljárás mai érvényben (1887);
- A Pribil-esethez. Budapest: s.n. 1888. 55 p.
- Büntetési rendszerünk reformja. A három kötet egybekötve. Budapest: Franklin, 1889-1893. 309 p.
- Bűnügyi esetek szemináriumi használatra. 2. átdolg. és bővített. Budapest: Franklin, 1893. 129 p.
- Tanulmányok a büntetőjog- és eljárás köréből (1894);
- A magyar büntetőjog kézikönyve. Budapest: Franklin,1895-1896. 1-2. kötet
  - 1. kötet 352 p.
  - 2. kötet 600 p.
- Az otthon védelme a magyar büntetőjogban (1895);
- Codex de delictis eorumque poenis pro tribunalibus regni Hungariae. Budapest: Athenaeum, 1899. 141 p.
- A magyar bűnvádi perrendtartás vezérfonala (1899).
- A magyar büntetőjog kézikönyve. Tetemesen bővített 2. kiadás. Budapest: Franklin, 1900. 1. kötet.
- A magyar büntetőjog kézikönyve. 3. bővített kiadás. Budapest: Franklin, 1905. 1-2. kötet.
  - 1. kötet 447 p.
  - 2. kötet 555 p.
- Az 1843-iki büntetőjogi javaslatok anyaggyűjteménye. Budapest : Magyar Tudományos Akadémia, 1896-1902. 1-4. kötet
- 1. kötet 703 p.
- 2. kötet 543 p.
- 3. kötet 618 p.
- 4. kötet 433 p.
- A magyar bűnvádi perrendtartás vezérfonala. Teljesen átalakított 4. kiadás. Budapest: Franklin, 1905. 816 p.